# Adolf en Catharina Croeser aan de Oude Delft
Adolf en Catharina Croeser aan de Oude Delft (1655), voorheen bekend als Burgemeester van Delft en zijn dochter, is een schilderij van Jan Steen dat deel uitmaakt van de collectie van het Rijksmuseum in Amsterdam. Het is het enige schilderij waarvan vaststaat dat het dateert uit de Delftse periode van Jan Steen.
Jan Steen woonde van 1654 tot 1657 in Delft, waar hij zonder veel succes de uitbater was van de brouwerij De Roscam aan de Oude Delft, nu nummer 74. Het schilderij toont een deel van de Oude Delft, ongeveer tegenover De Roscam. Een Delftse burger en een meisje waarvan wordt aangenomen dat het zijn dochter is, poseren in vol ornaat voor de ingang van een grachtenpand. Ook de andere kant van de maatschappelijke ladder is vertegenwoordigd: naast de welgestelde burger staan een vrouw en een kind op straat te bedelen. Op de achtergrond is de Oude Kerk te zien.
De vroegste vermelding van het schilderij dateert van 1761 toen het opdook op een Parijse veiling. Destijds werd aangenomen dat de geportretteerde een Delftse burgemeester, later geïdentificeerd als Geraldo Briel van Welhoeck, was. Inmiddels gaan kunsthistorici ervan uit dat dit niet klopt. De in 1761 bedachte titel is echter gangbaar gebleven, naast het correctere Delftse burger en zijn dochter.
In 1998 opperde Pierre Vinken dat de compositie en de iconografische betekenis van het schilderij ontleend konden zijn aan een embleem uit Dirck Volkertsz. Coornherts Recht ghebruyck ende misbruyck van tydlicke have (1585), maar na langdurig archiefonderzoek concludeerden kunsthistoricus Frans Grijzenhout en historicus Niek van Sas (Universiteit van Amsterdam) in 2006 dat de geportretteerde man op Jan Steens schilderij niet de burgemeester van Delft is, maar graanhandelaar Adolf Croeser (ca. 1612-1668) met zijn dochtertje van 13. Hij was mogelijk leverancier van Steens brouwerij De Roskam en woonde op de Oude Delft, wat nu nummer 111 is.
In maart 2004 deed het Rijksmuseum een eerste poging het schilderij voor 11,9 miljoen euro van een Britse particulier te kopen. Na vergeefse pogingen van de Britse overheid om het schilderij voor het Verenigd Koninkrijk te behouden werd op 16 augustus 2004 een exportvergunning afgegeven, waarmee de duurste aankoop uit de geschiedenis van het Rijksmuseum een feit was. Enige dagen later was De burgemeester... voor het eerst in het Rijksmuseum te zien.
Het schilderij kreeg brede bekendheid als de omslagafbeelding van Simon Schama's bestseller over de cultuur van de Gouden Eeuw The Embarassment of Riches (1987; in het Nederlands vertaald als Overvloed en onbehagen).
Adolf en Catharina Croeser aan de Oude Delft (1655) · Het dronken paar (1655-1665) · Interieur met een oude vrouw en een jongen (1656-1660) · Het oestereetstertje (1658-1660) · Portret van Jacoba Maria van Wassenaer (1660) · De wijn is een spotter (1660-1669) · Kinderen leren een poes dansen (1660-1679) · Het Driekoningenfeest (1662) · Het Sint-Nicolaasfeest (1665-1668) · Het vrolijke huisgezin (1668) · 'Soo voer gesongen, soo na gepepen' (1668-1672) · Mozes en de kroon van de farao (1670) · Boerenbruiloft (1672) · Simson beledigd door de Philistijnen (1675-1676)